# Oleg Frielich
Oleg Nikołajewicz Frielich (ros. Олег Николаевич Фре́лих; ur. 12 marca?/24 marca 1887 w Moskwie, zm. 6 września 1953) – radziecki aktor filmowy i teatralny oraz reżyser. Zasłużony Artysta RFSRR (1947).

## Filmografia

### Aktor
- 1918: Gliniany Bóg jako Wigo Greg
- 1923: Ślusarz i kanclerz jako Leo von Turau, syn kanclerza
- 1950: Zwycięzca przestworzy jako profesor Aleksandr Grigoriewicz
- 1950: Upadek Berlina jako Franklin Delano Roosevelt

### Reżyseria
- 1926: Prostytutka